# Завадский, Дмитрий Александрович (журналист)
Дми́трий Алекса́ндрович Зава́дский (бел. Дзмітрый Аляксандравіч Завадскі; 28 августа 1972, Минск — 7 июля 2000, там же) — белорусский и российский журналист, телеоператор.

## Биография
Дмитрий Александрович Завадский родился 28 августа 1972 года в Минске.
В 1994—1996 годах оператор Первого канала Белорусского телевидения. С 1997 года оператор корпункта телеканала ОРТ в Белоруссии. С ноября 1999 года по май 2000 года работал по контракту в Чечне оператором временного пресс-центра МВД России в Чечне.
Был похищен и, предположительно, убит 7 июля 2000 года, когда отправился в аэропорт Минск-2 на служебном автомобиле встречать своего коллегу Павла Шеремета. Его машина была позже обнаружена в аэропорту, но Завадский найден не был.
Был женат на Светлане Завадской, имел сына Юрия.
Тело Завадского так и не было найдено. 27 ноября 2003 года суд Фрунзенского района Минска принял решение по заявлению жены Светланы Завадской о признании Дмитрия Завадского умершим.

### Версии исчезновения

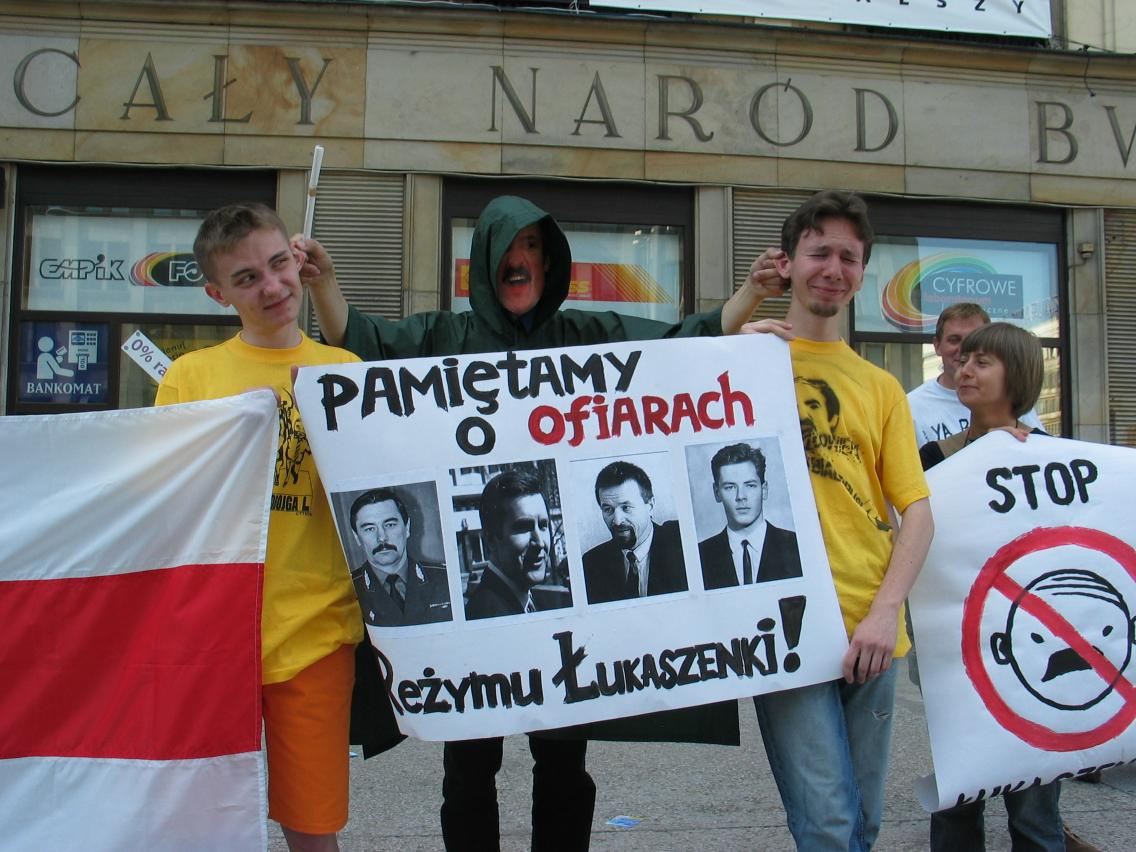
Демонстрация в Варшаве в память исчезнувших людей в Белоруссии

По данным Павла Шеремета, следствию известны виновники и обстоятельства смерти Завадского. Сам Шеремет узнал об этом вскоре после происшествия, но не обнародовал подробности, щадя чувства родных Дмитрия. Через девять месяцев после исчезновения оператора на процессе по делу Игнатовича Шеремет впервые дал свидетельские показания. Он рассказал о том, как Дмитрий погиб спустя несколько часов после похищения, как его пытали, сломали позвоночник, а потом добили. Шеремет полагает, что за убийством Завадского стоят участники группировки, уничтожавшей оппозиционных политиков (Ю. Захаренко, В. Гончара, А. Красовского) и выполнявшей иные преступные приказы белорусского руководства. По мнению Шеремета, преступников следует искать в окружении бывшего командира СОБРа полковника Дмитрия Павличенко. По данным Шеремета, эти лица выполняли спецзадания в Чечне, о чём мог узнать Завадский во время командировки, и это обстоятельство стало мотивом преступления. Источники столь подробной осведомлённости Шеремета публично названы не были.
В марте 2002 года Верховный суд Беларуси приговорил двух бывших офицеров МВД Беларуси — Валерия Игнатовича и Дмитрия Малика — за похищение (убийство на суде доказано не было) Дмитрия Завадского к 10 годам лишения свободы. Ни на следствии, ни в суде Малик и Игнатович не признали свою вину в похищении Завадского. По другому эпизоду уголовного дела Игнатович и Малик были осуждены к пожизненному заключению за убийство ещё пяти человек. У одного из осуждённых — Валерия Игнатовича — по версии прокуратуры, был мотив совершить преступление. Он якобы мстил телеоператору за материал, в котором фигурировал. В его автомобиле была обнаружена лопата со следами крови Завадского.
В сентябре 2002 года Парламентская ассамблея Совета Европы заявила, что «серьёзно обеспокоена отсутствием прогресса в деле» и учредила следственный подкомитет для расследования дела «пропавших» в Беларуси политиков.